# Альбах, Юлиус фон
Юлиус фон Альбах (нем. Julius von Albach; 7 января 1840, Коломыя, Галиция, Австрийская империя — 16 января 1925, Клагенфурт-ам-Вёртерзе, Австрия) — австрийский военачальник, фельдмаршал-лейтенант, картограф.

## Биография
Окончил Инженерную академию. Получил назначение в командование имперскими инженерными войсками. В 1885 году был назначен командующим Инженерными войсками в Дубровнике.
Служил командиром 54-го пехотного полка, командиром 61-й пехотной бригады (1897) и командиром 17-й стрелковой дивизии (1902).
1 мая 1898 г. получил чин Генерал-майора. С 1 мая 1902 г. — фельдмаршал-лейтенант австрийских войск.
Известный военный картограф. Разработал систему прямого сокращения больших и малых единиц измерения. Его наиболее известная работа «Особая карта Юго-Западной Австрии».
Отмечен рядом австрийских и международных наград за свои изобретения в области использования картографии.
Вышел в отставку 1 мая 1903 года.